# Icmalides angolensis
Icmalides angolensis är en insektsart som beskrevs av Marius Descamps 1977. Icmalides angolensis ingår i släktet Icmalides och familjen Thericleidae. Inga underarter finns listade i Catalogue of Life.